# Ministerium für Bildung, Kultur, Sport, Wissenschaft und Technologie (Japan)
Das Monbu-Kagaku-shō (japanisch 文部科学省, alternative Romanisierung Mombu-kagaku-shō, deutsch „Kultus- und Wissenschaftsministerium“, abgekürzt 文科省 Monkashō; englisch Ministry of Education, Culture, Sports, Science and Technology, abgekürzt MEXT; deutsch „Ministerium für Bildung, Kultur, Sport, Wissenschaft und Technologie“) ist ein Ministerium der japanischen Zentralregierung.
Das Ministerium entstand in der Restrukturierung der japanischen Ministerien im Januar 2001 aus der Zusammenlegung des Monbu-shō (文部省, „Kultusministerium“; englisch Ministry of Education, Science and Culture, oft nur Ministry of Education) und der „Behörde für Wissenschaft und Technologie“ (科学技術庁, Kagaku-Gijutsu-chō, englisch Science and Technology Agency, nicht zu verwechseln mit der Kagaku gijutsu shinkō kikō, „Organisation zur Förderung von Wissenschaft und Technologie“, englisch Japan Science and Technology Agency).
Das Ministerium ist neben dem Sekretariat des Ministers in sieben Sachabteilungen gegliedert, von denen drei für das Bildungssystem, drei für Wissenschaft und Technologie und eine für Sport und Jugend verantwortlich sind. Außerdem ist die Behörde für kulturelle Angelegenheiten dem Ministerium angegliedert. Eine Reihe weiterer Ämter und Behörden stehen unter Aufsicht des MEXT, darunter das Nationale Forschungsinstitut für Bildungspolitik (国立教育政策研究所, Kokuritsu Kyōiku Seisaku Kenkyūjo). Zum 31. März 2009 verfügte das Ministerium über 2.192 Mitarbeiter, davon 235 in der Behörde für kulturelle Angelegenheiten. Im Fiskaljahr 2005 hatte das MEXT ein Budget von 5,7 Billionen Yen (rund 34 Mrd. Euro), das waren sieben Prozent des gesamten Haushalts und 11,8 % der sachgebundenen Ausgaben.

## Geschichte
Das Vorläuferministerium, das Monbu-shō, wurde am 18. Juni 1871 gegründet und war innerhalb der Regierung für Wissenschaft und Erziehung zuständig. Das Amt befand sich zunächst auf dem Gelände des Konfuzius-Tempels Yushima Seidō im Stadtteil Kanda von Tokio. Erster Amtsinhaber war Ōki Takato (1832–1899), der als einer der „Sechs großen Erzieher der Meiji-Zeit“ (明治六大教育家, Meiji roku dai-kyōiku-ka) in die japanische Geschichte eingegangen ist. Bei der Einrichtung des Kabinetts 1885 wurde Mori Arinori, auch einer der erwähnten Sechs, erster Kultusminister. Neben der Einrichtung eines modernen Schulsystems organisierte das Ministerium, beginnend mit der Universität Tokio, den Aufbau von zunächst fünf weiteren Universitäten (Kyoto, Osaka, Nagoya, Fukuoka und Sapporo), die heute zu den weltweit führenden gehören.
Das Monbushō spielte vor dem Ende des Pazifikkriegs neben dem Innenministerium eine zentrale Rolle in der Verbreitung des Staats-Shintō. Außerdem war es für das Bildungssystem und somit für die nationalistische Erziehung während der Herrschaft der Taisei Yokusankai im Zweiten Weltkrieg verantwortlich.

## Zugeordnete Organisationen
Dem Ministerium sind zahlreiche Außenstellen, Behörden, und Forschungseinrichtungen zugeordnet.
- als „Außenstelle“ (gaikyoku)
  - Bunka-chō, „Kulturbehörde“, engl. Agency for Cultural Affairs
  - Sports-chō (スポーツ庁), „Sportbehörde“, engl. Japan Sports Agency, 2015 eingerichtet
- als „Sonderorganisationen“ (tokubetsu no kikan)
  - Nippon Gakushiin, Japanische Akademie der Wissenschaften, engl. Japan Academy
  - über die Kulturbehörde die Japanische Akademie der Künste, engl. Japan Art Academy
  - Jishin chōsa kenkyū suishin hombu die „Hauptabteilung für die Förderung der Erdbebenforschung“, engl. Headquarters for Earthquake Research Promotion
  - Nippon UNESCO kokunai iinkai, engl. Japanese National Commission for UNESCO
- als „Selbstverwaltungskörperschaften“ (dokuritsu gyōsei hōjin)
  - Kokuritsu tokubetsu shien kyōiku sōgō kenkkyūjo, engl. The National Institute of Special Education
  - Daigaku nyūshi center, engl. National Center for University Entrance Examinations
  - Kokuritsu seishōnen kyōiku shinkō kikō, engl. National Institution for Youth Education
  - Kokuritsu josei kyōiku kaikan, engl. National Women's Education Center, NWEC
  - Kyōin kenshū center, engl. National Center for Teachers' Development, NCTD
  - Kagaku gijutsu shinkō kikō, engl. Japan Science and Technology Agency, JST
  - Nihon gakujutsu shinkōkai, engl. Japan Society for the Promotion of Science
  - Rikagaku kenkyūjo, engl. RIKEN
  - Uchū kōkū kenkyū kaihatsu kikō, „Organisation für Forschung und Entwicklung in Raum- und Luftfahrt“, engl. Japan Aerospace Exploration Agency, JAXA
  - Nihon genshiryoku kenkyū kaihatsu kikō, engl. Japan Atomic Energy Agency, JAEA
  - Nihon sports shinkō center, engl. National Agency for the Advancement of Sports and Health, NAASH, oder Japan Sport Council, JSC
  - Nihon gakusei shien kikō, engl. Japan Student Services Organization, JASSO
  - Kaiyō kenkyū kaihatsu kikō, engl. Japan Agency for Marine Earth Science and Technology, JAMSTEC
  - Kokuritsu kōtō senmon gakkō kikō, engl. Institute of National Colleges of Technology
  - Daigaku hyōka, gakui juyo kikō, engl. National Institution for Academic Degrees and University Evaluation
  - Kokuritsu daigaku saimu, keiei center, engl. Center for National University Finance and Management
  - Kokuritsu kakgaku hakubutsukan, Nationalmuseum der Naturwissenschaften, engl. National Museum of Nature and Science
  - Busshitsu, zairyō kenkkyū kikō, engl. National Institute for Materials Science, NIMS
  - Bōsai kagaku gijutsu kenkyūjo, engl. National Research Institute for Earth Science and Disaster Prevention, NIED
  - Hōshasen igaku sōgō kenkyūjo, engl. National Institute of Radiological Sciences, NIRS

## Minister (文部科学大臣monbu-kagaku-daijin) seit 2001
| #  | Name               | Kabinett                                | Amtsantritt        | Partei (Faktion)                                       |
| -- | ------------------ | --------------------------------------- | ------------------ | ------------------------------------------------------ |
| 01 | Nobutaka Machimura | Mori II (Umbildung)                     | 6. Januar 2001     | Liberaldemokratische Partei (Mori)                     |
| 02 | Atsuko Tōyama      | Koizumi I Koizumi I (1. Umbildung)      | 26. April 2001     | –                                                      |
| 03 | Takeo Kawamura     | Koizumi I (2. Umbildung)                | 22. September 2003 | Liberaldemokratische Partei (Etō-Kamei)                |
| 04 | Takeo Kawamura     | Koizumi II                              | 19. November 2003  | Liberaldemokratische Partei (Etō-Kamei)                |
| 05 | Nariaki Nakayama   | Koizumi II (Umbildung)                  | 27. September 2004 | Liberaldemokratische Partei (Mori)                     |
| 06 | Nariaki Nakayama   | Koizumi III                             | 21. September 2005 | Liberaldemokratische Partei (Mori)                     |
| 07 | Kenji Kosaka       | Koizumi III (Umbildung)                 | 31. Oktober 2005   | Liberaldemokratische Partei (Ex-Hashimoto)             |
| 08 | Bummei Ibuki       | Abe I Abe I (Umbildung)                 | 26. September 2006 | Liberaldemokratische Partei (Ibuki)                    |
| 09 | Kisaburō Tokai     | Fukuda                                  | 26. September 2007 | Liberaldemokratische Partei (Yamasaki)                 |
| 10 | Tsuneo Suzuki      | Fukuda (Umbildung)                      | 2. August 2008     | Liberaldemokratische Partei (Asō)                      |
| 11 | Ryū Shionoya       | Asō                                     | 24. September 2008 | Liberaldemokratische Partei (Machimura)                |
| 12 | Tatsuo Kawabata    | Hatoyama                                | 16. September 2009 | Demokratische Partei (Kawabata)                        |
| 13 | Tatsuo Kawabata    | Kan                                     | 8. Juni 2010       | Demokratische Partei (Kawabata)                        |
| 14 | Yoshiaki Takaki    | Kan (1. Umbildung) Kan (2. Umbildung)   | 17. September 2010 | Demokratische Partei (Kawabata)                        |
| 15 | Masaharu Nakagawa  | Noda                                    | 2. September 2011  | Demokratische Partei (Hata)                            |
| 16 | Hirofumi Hirano    | Noda (1. Umbildung) Noda (2. Umbildung) | 13. Januar 2012    | Demokratische Partei (Hatoyama)                        |
| 17 | Makiko Tanaka      | Noda (3. Umbildung)                     | 1. Oktober 2012    | Demokratische Partei (Ozawa)                           |
| 18 | Hakubun Shimomura  | Abe II Abe II (Umbildung)               | 26. Dezember 2012  | Liberaldemokratische Partei (Machimura→Hosoda)         |
| 19 | Hakubun Shimomura  | Abe III                                 | 24. Dezember 2014  | Liberaldemokratische Partei (Machimura→Hosoda)         |
| 20 | Hiroshi Hase       | Abe III (1. Umbildung)                  | 7. Oktober 2015    | Liberaldemokratische Partei (Machimura→Hosoda)         |
| 21 | Hirokazu Matsuno   | Abe III (2. Umbildung)                  | 3. August 2016     | Liberaldemokratische Partei (Machimura→Hosoda)         |
| 22 | Yoshimasa Hayashi  | Abe III (3. Umbildung)                  | 3. August 2017     | Liberaldemokratische Partei (Kishida)                  |
| 23 | Yoshimasa Hayashi  | Abe IV                                  | 1. November 2017   | Liberaldemokratische Partei (Kishida)                  |
| 24 | Masahiko Shibayama | Abe IV (1. Umbildung)                   | Oktober 2018       | Liberaldemokratische Partei (Hosoda→Abe)               |
| 25 | Kōichi Hagiuda     | Abe IV (2. Umbildung)                   | 11. September 2019 | Liberaldemokratische Partei (Hosoda→Abe)               |
| 26 | Kōichi Hagiuda     | Suga                                    | 16. September 2020 | Liberaldemokratische Partei (Hosoda→Abe)               |
| 25 | Shinsuke Suematsu  | Kishida I                               | 4. Oktober 2021    | Liberaldemokratische Partei (Hosoda→Abe)               |
| 26 | Shinsuke Suematsu  | Kishida II                              | 10. November 2021  | Liberaldemokratische Partei (Hosoda→Abe)               |
| 27 | Keiko Nagaoka      | Kishida II (1. Umbildung)               | 10. August 2022    | Liberaldemokratische Partei (Asō)                      |
| 28 | Masahito Moriyama  | Kishida II (2. Umbildung)               | 13. September 2023 | Liberaldemokratische Partei (Kishida)                  |
| 29 | Toshiko Abe        | Ishiba I                                | 1. Oktober 2024    | Liberaldemokratische Partei (ohne Faktion/ehemals Asō) |
| 30 | Toshiko Abe        | Ishiba II                               | 11. November 2024  | Liberaldemokratische Partei (ohne Faktion/ehemals Asō) |